# Experian
Experian er en global forretningsgruppe med aktiviteter i over 65 lande rundt om i verden og 15.500 medarbejdere. 
Experian A/S er et datterselskab af det børsnoterede Experian. I Danmark leverer Experian løsninger til kreditvurdering, risikostyring, inddrivelse af tilgodehavender samt segmentering, markedsføring, salg mv. 
Aktiviteterne i Danmark er etableret gennem opkøb af selskaberne Ribers kredit information (RKI), KOB (Købmandsstandens oplysningsbureau) og Scorex. Experians RKI database er Danmarks største register over dårlige betalere.
I Norden er Experian repræsenteret i Danmark, Norge (tidligere Creditinform A/S), Sverige og Finland.
Firmaets største operation, Experian North America, er et kreditbureau/kreditvurderingsbureau, og betragtes som et af de tre store amerikanske af slagsen sammen med Equifax og TransUnion. Experian har derudover også handler i de fleste europæiske lande samt Argentina, Brasilien, Chile, Sydafrika, Kina, Japan og Australien.
Experian opkøbte firmaet CheetahMail, et e-mail marketingsfirma grundlagt i 1998, med speciale i udvikling af e-mail marketingssoftware og -tjenester, i 2004. Samme år opkøbte de også QAS, som udvikler datakvalitetsløsninger på internationalt plan.
Experian arbejder i øjeblikket på at få tilladelse til en såkaldt "positiv registrering", der i princippet skal omfatte alle, der ønsker at optage en eller anden form for kredit. Det vil selvfølgelig være lån, men også mobilabbonnementer, el og vandforsyning med efterfølgende opkrævning og meget andet andet. I praksis altså en registrering af alle, der i princippet er frivillig, men reelt vil blive krævet for at kunne opnå kredit. Der findes, jævnfør artiklerne på Forbrugerrådets hjemmeside, en lang række dårlige erfaringer med denne type "oplysningsvirksomhed" fra bl.a. England og USA.